# Ho Lee Chow
Ho Lee Chow var en kinesisk takeawayrestaurantkæde i Canada. Kæden blev startet med 6 restaranter i Greater Toronto Area i 1989 af Eric Johnson og to støtter fra Hong Kong og udvidedes senere til at tælle 23 fordelt ud over Canada. Kæden tilbød mad uden MSG.
Da kæden blev betragtet som den kinesiske takeawaybranches svar på Pizza Pizza, blev den offer for et dårligt forretningsmiljø og lukkede den 7. oktober 2009. De fleste afdelinger er lukkede, men nogle er åbnede igen
under et andet navn.